# Fultot
Fultot är en kommun i departementet Seine-Maritime i regionen Normandie i norra Frankrike. Kommunen ligger i kantonen Doudeville som tillhör arrondissementet Rouen. År 2022 hade Fultot 246 invånare.

## Befolkningsutveckling
Antalet invånare i kommunen Fultot
| Referens: INSEE |